# سفارة البوسنة والهرسك في المملكة المتحدة
سفارة البوسنة والهرسك في المملكة المتحدة هي أرفع تمثيل دبلوماسي لدولة البوسنة والهرسك لدى المملكة المتحدة. تقع السفارة في لندن وهي تهدف لتعزيز المصالح البوسنية في المملكة المتحدة.

## وصلات خارجية
- قائمة سفارات البوسنة والهرسك
- قائمة السفارات في المملكة المتحدة